# Esquema FTCS
Na análise numérica, o método FTCS(Forward-Time Central-Space) que em português significa progressivo no tempo centrado no espaço, é um método das diferenças finitas usado para resolver numericamente a equação do calor e equações parabólicas em derivadas parciais similares. É um método de primeira ordem no tempo, explícito no tempo e é condicionalmente estável.

## O método
No método FTCS, aproximamos a derivada parcial de primeira ordem no tempo {\displaystyle u_{t}} por uma diferença finita progressiva e a derivada parcial de segunda ordem no espaço {\displaystyle u_{xx}}, por uma diferença finita centrada:
{\displaystyle u_{t}={\frac {\partial u}{\partial t}}(x_{i},t_{n})\approx {\frac {u(x_{i},t_{n}+\Delta t)-u(x_{i},t_{n})}{\Delta t}}={\frac {u_{i}^{n+1}-u_{i}^{n}}{\Delta t}},}
{\displaystyle u_{xx}={\frac {\partial ^{2}u}{\partial x^{2}}}(x_{i},t_{n})\approx {\frac {u(x_{i}-\Delta x,t_{n})-2u(x_{i},t_{n})+u(x_{i}+\Delta x,t_{n})}{\Delta x^{2}}}={\frac {u_{i-1}^{n}-2u_{i}^{n}+u_{i+1}^{n}}{\Delta x^{2}}},}
podemos então substituir as derivadas de u na equação do calor:
{\displaystyle {\frac {\partial u}{\partial t}}=\alpha {\frac {\partial ^{2}u}{\partial x^{2}}}}
obtendo assim o método FTCS:
{\displaystyle {\frac {u_{i}^{n+1}-u_{i}^{n}}{\Delta t}}=\alpha {\frac {u_{i-1}^{n}-2u_{i}^{n}+u_{i+1}^{n}}{\Delta x^{2}}}}
ou
{\displaystyle u_{i}^{n+1}=u_{i}^{n}+\alpha {\frac {\Delta t}{\Delta x^{2}}}(u_{i+1}^{n}-2u_{i}^{n}+u_{i-1}^{n}),}
ou ainda:
{\displaystyle u_{i}^{n+1}=u_{i}^{n}+r(u_{i+1}^{n}-2u_{i}^{n}+u_{i-1}^{n}),}
para i e n finitos, onde r é dado por {\displaystyle r=\alpha {\frac {\Delta t}{\Delta x^{2}}}.}

## Estabilidade
O método FTCS, para equações unidimensionais, é estável se e somente se a seguinte condição for satisfeita:
{\displaystyle r={\frac {\alpha \Delta t}{\Delta x^{2}}}\leq {\frac {1}{2}}.}
Consequentemente, ao usarmos o esquema FTCS, nao podemos escolher {\displaystyle \Delta x} e {\displaystyle \Delta t} independentemente. Pior que isso: como a priori precisamos escolher {\displaystyle \Delta x} relativamente pequeno para obter uma boa aproximacão, segue que {\displaystyle \Delta t} será muito pequeno. Precisaremos percorrer muitos passos temporais (muitas iterações do método) para calcular a solução aproximada em qualquer instante de tempo finito.